# التوسعة السعودية الثانية للمسجد الحرام
التوسعة السعودية الثانية للمسجد الحرام أمر بها الملك فهد بن عبد العزيز، ووضع حجر أساسها في العام 1409هـ، وتقع في الجانب الغربي من المسجد الحرام بين بابي العمرة والملك عبد العزيز.
يتكون مبنى التوسعة من ثلاثة أدوار شاملة القبو إضافة للسطح بمساحة 76 ألف متر مربع، إضافة إلى الساحات الخارجية بمساحة 85,800 متر مربع.
وصل إجمالي القدرة الاستيعابية للحرم بعد إنجاز هذه التوسعة، التي صممت بنظام التكييف الشامل، إلى 1.5 مليون مصل وقت الذروة بمساحة 366 ألف متر مربع، وأضيفت مئذنتان ليصل عدد المآذن إلى تسع بارتفاع 89 مترا، وللتوسعة باب رئيس هو باب الملك فهد و18 بابا فرعيا.

## أعمال التوسعة

### 1403
أمر الملك فهد بنـزع ملكيات عقارات السوق الصغير غرب المسجد الحرام، وتعويض أصحابها بمبالغ مرضية؛ تهيئة لتوسعة المسجد الحرام، وقد بلغت مساحة أراضي العقارات المنزوعة ملكياتها 30.000 متر مربع، فهيئت كساحات مؤقتة للصلاة قبل البدء بأعمال البناء عليها.

### 1406
أمر بتبليط سطح التوسعة السعودية الأولى بالرخام البارد المقاوم للحرارة، وجمع شبكات الكهرباء في قباب، وقد بلغت مساحة السطح 61.000 متر مربع، يتسع لتسعين ألف مصل، وكان من قبلُ غير مهيأ للصلاة فيه. كما تم إنشاء خمسة سلالم كهربائية بالمسجد الحرام؛ لتسهيل الصعود والنـزول إلى السطح والطابق الأول.
إضافة إلى بناء خمسة جسور علوية للدخول إلى الطابق الأول والخروج منه من جهة الشمال.

### 1409
وضع الملك فهد حجر الأساس للتوسعة الثانية في شهر صفر، مرت خلالها بست مراحل انتهت رسميا في 30 ذي القعدة 1413:
المرحلة الأولى: جرى فيها إعداد الموقع بإحاطته بسياج من الألواح الخشبية والحديدية، ثم تغيير مواقع الخدمات التي كانت في الموقع، وفتح طرق لتيسير حركة المصلين وغيرهم في المنطقة.
المرحلة الثانية: تم فيها حفر المنطقة ونقل الأتربة والمخلفات.
المرحلة الثالثة: صب أساسات الجدران والأعمدة وكمرات الربط، وربطت قاعدة التوسعة الثانية مع قواعد التوسعة الأولى بكمرات الربط المكونة من الخرسانة.
المرحلة الرابعة: أعيد الردم ورصد التربة وسويت حسب الأصول الهندسية، ثم صبت الطبقة الخرسانية وحددت مسارات شبكات الصرف والتغذية الداخلية للمياه والتمديدات الكهربائية والتهوية والتكييف ومكافحة الحريق وغيرها من الأنظمة. وعند صب سقف القبو عملت فتحات في قواعد الأعمدة المستديرة الشكل لتدفع الهواء الساخن خارج المسجد الحرام عبر مجار خاصة متصلة بمجاري التكييف. وكذلك تم في هذه المرحلة تركيب الحوامل التي تحمل تمديدات وقنوات مجاري الهواء والتصريف والتمديدات الكهربائية المعلقة في سقف الطابق السفلي.
المرحلة الخامسة: مدت في هذه المرحلة الخطوط الحديدية الخاصة بالتمديدات الكهربائية والتكييف.
المرحلة السادسة: تم فيها بناء الطابق الأول وجدرانه وأعمدته وسقفه مماثلاً للطابق الأرضي في الشكل والصفة، وجعل في وسط سطح المبنى ثلاث قباب تغطي الجزء الأوسط ما بين التوسعتين بمحاذاة المدخل الرئيسي وهو (باب الملك فهد).
وقد بلط السطح برخام بارد مثل سطح التوسعة الأولى، كما تم بناء مئذنتين على جانبي باب الملك فهد مثل مآذن التوسعة الأولى بارتفاع 89 مترًا. وتم ربط التوسعة الثانية بالتوسعة الأولى عن طريق فتحات واسعة، وذلك بعد نقل مواقع الأبواب التي كانت قبل التوسعة الثانية في جهة السوق الصغير مع المحافظة على العناصر الإنشائية للتوسعة الأولى.

### 1411

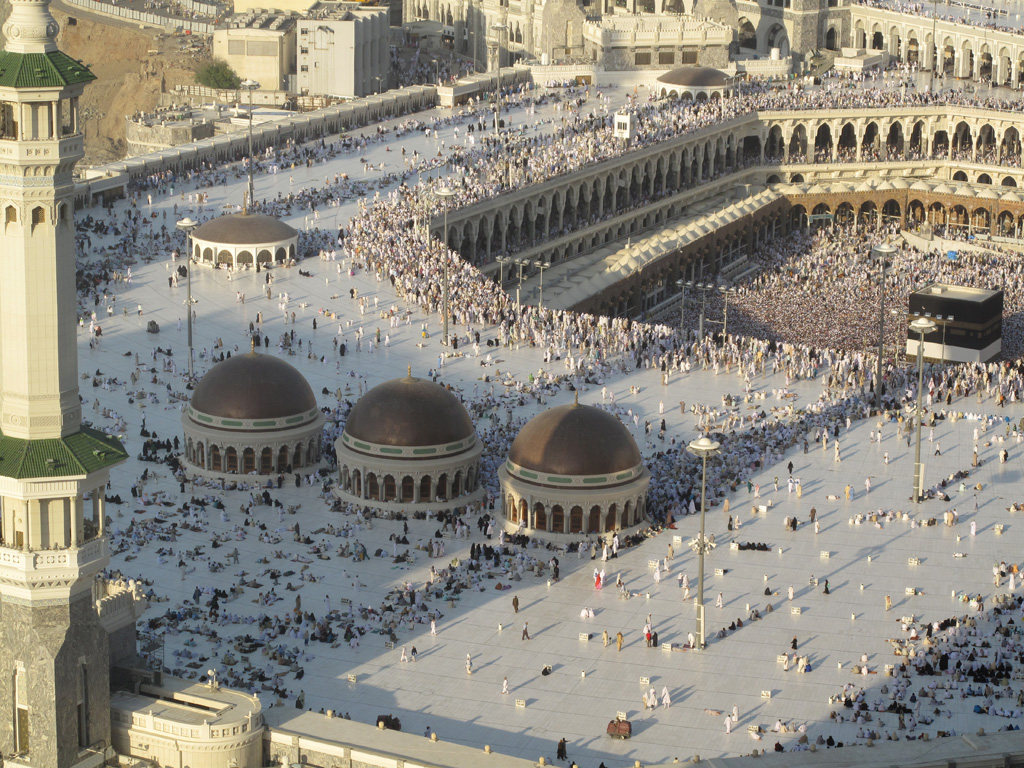
توسعة الملك فهد ويظهر السطح العلوي

أحدثت ساحات كبيرة محيطة بالمسجد الحرام، وهيئت للصلاة، لا سيما في أوقات الزحام، وذلك بتبليطها برخام بارد ومقاوم للحرارة وإنارتها وفرشها.

### 1415
توسعة منطقة الصفا في الطابق الأول تسهيلاً للساعين، وذلك بتضييق دائرة فتحة الصفا الواقعة تحت قبة الصفا.

### 1417
تم هدم وإزالة بعض المباني حول منطقة المروة، وحصل تغيير كبير بالطابق الأرضي والأول فيها لغرض القضاء على الزحام في هذا الموقع، حتى صارت مساحة المنطقة 375 مترًا مربعًا بدلاً من المساحة السابقة وهي 245 مترًا مربعًا.
كما تم أيضًا توسعة الممر الداخل من جهة المروة إلى المسعى في الطابق الأول، وأحدثت أبواب جديدة في الطابق الأرضي والأول للدخول والخروج من جهة المروة.

### 1418
تم إنشاء جسر الراقوبة الذي يربط سطح المسجد الحرام بمنطقة الراقوبة من جهة المروة، لتسهيل الدخول والخروج إلى سطح المسجد الحرام.
كما تم أيضًا في تلك السنة توسعة الممر الملاصق للمسعى، الذي يستعمل للطواف بالطابق الأول في أوقات الزحام من منطقة الصفا إلى ما يقابل منتصف المسعى، فأصبح عرضه تسعة أمتار وعشرين سنتيمترًا ويبلغ طوله سبعين مترًا.
كما تم في نفس السنة تجديد غطاء مقام إبراهيم من النحاس المغطى بشرائح الذهب والكريستال والزجاج المزخرف، ووضع غطاء من الزجاج البلوري القوي الجميل المقاوم للحرارة والكسر.

## ترميمالكعبة
في العام 1414هـ أمر الملك فهد بإصلاح الفواصل الخارجية والتقشرات والفجوات التي ظهرت على الحجارة، وما يحتاجه جدار الكعبة المشرفة الخارجي من إصلاح، ثم أمر بإجراء ترميم شامل للكعبة المشرفة في محرم من عام 1417هـ.